# Azeddine Habz
Azeddine Habz (* 19. Juli 1993 in Ouled Naceur) ist ein französischer Leichtathlet marokkanischer Herkunft, der im Mittel- und Langstreckenlauf an den Start geht und seit 2019 für Frankreich startberechtigt ist.

## Sportliche Laufbahn und Leben
Erste internationale Erfahrungen sammelte Azeddine Habz bei den Crosslauf-Europameisterschaften 2019 in Lissabon, bei denen er nach 31:47 min Rang 36 belegte. 2021 startete er im 1500-Meter-Lauf bei den Halleneuropameisterschaften in Toruń und schied dort mit 3:41,55 min im Vorlauf aus. Über diese Distanz qualifizierte er sich auch für die Olympischen Spiele in Tokio und erreichte dort das Halbfinale, in dem er mit 3:35,12 min ausschied. Im Dezember gewann er dann in 18:05 min gemeinsam mit Aurore Fleury, Alexa Lemitre und Alexis Miellet die Silbermedaille in der Mixed-Staffel bei den Crosslauf-Europameisterschaften in Dublin hinter dem Team aus dem Vereinigten Königreich. Im Jahr darauf siegte er in 3:36,27 min beim Meeting International de Montreuil und gewann Anfang Juli bei den Mittelmeerspielen in Oran in 3:41,65 min die Goldmedaille. Im August gelangte er bei den Europameisterschaften in München mit 3:40,92 min auf Rang zehn und im Dezember gewann er bei den Crosslauf-Europameisterschaften in Turin in 17:31 min gemeinsam mit Romain Mornet, Charlotte Mouchet und Anaïs Bourgoin die Bronzemedaille in der Mixed-Staffel hinter den Teams aus Italien und Spanien.
2023 gewann er bei den Halleneuropameisterschaften in Istanbul in 3:35,39 min die Bronzemedaille über 1500 Meter hinter dem Norweger Jakob Ingebrigtsen und Neil Gourley aus dem Vereinigten Königreich gewann. Im August gelangte er bei den Weltmeisterschaften in Budapest mit 3:33,14 min im Finale auf Rang elf. Im Jahr darauf siegte er in 3:32,86 min beim Meeting International Mohammed VI d’Athlétisme de Marrakesch und wurde anschließend bei den Bislett-Games in 3:30,80 min Dritter. Im Juni belegte er dann bei den Europameisterschaften in Rom in 3:33,70 min den siebten Platz. Anschließend schied er bei den Olympischen Sommerspielen in Paris mit 3:34,35 min im Halbfinale aus. 2025 gewann er bei den Halleneuropameisterschaften in Apeldoorn in 3:36,92 min die Silbermedaille über 1500 Meter hinter dem Norweger Ingebrigtsen und sicherte sich über 3000 Meter in 7:50,48 min die Bronzemedaille hinter Ingebrigtsen und George Mills aus dem Vereinigten Königreich. Bereits wenige Wochen zuvor verbesserte er in New York den Europarekord über die Meile in der Halle auf 3:47,56 min.
In den Jahren 2022 und 2023 wurde Habz französischer Meister im 1500-Meter-Lauf im Freien sowie von 2022 bis 2024 in der Halle. Zudem wurde er 2020 und 2025 auch Hallenmeister über 3000 Meter.

## Persönliche Bestleistungen
- 800 Meter: 1:43,79 min, 7. Juli 2024 in Paris
  - 800 Meter (Halle): 1:46,85 min, 4. Februar 2023 in Gent
- 1500 Meter: 3:29,26 min, 15. Juni 2023 in Oslo
  - 1500 Meter (Halle): 3:32,24 min, 8. Februar 2025 in New York City (französischer Rekord)
- Meile: 3:48,64 min, 16. September 2023 in Eugene (französischer Rekord)
- Meile (Halle): 3:47,56 min, 8. Februar 2025 in New York City (Europarekord)
- 3000 Meter: 8:06,63 min, 13. Mai 2018 in Montgeron
  - 2000 Meter (Halle): 4:57,22 min, 17. Februar 2022 in Liévin (nationale Bestleistung)
  - 3000 Meter (Halle): 7:31,50 min, 2. Februar 2025 in Boston
- 5000 Meter: 13:38,00 min, 25. Mai 2019 in Oordegem